# Eric Ericsson i Ruda
Eric Ericsson född 18 juli 1787, död 27 maj 1863 var en bonde i Skedevi socken i norra Östergötland. Han föddes som torparpojke på Lörtorp under Kindstorp men lyckades så småningom bli en av bygdens rikaste män och ägare till flera betydande gårdar i trakten runt sjön Tisnaren. Sin förmögenhet skaffade han sig genom framsynt hantering av krediter från de nyligen inrättade hypoteksföreningarna i kombination med entreprenörsanda inom såväl gruvbrytning som bryggeriverksamhet och jordbruk i hembygden.

## Biografi
Ericsson kom att kallas "Rudakungen" efter gården Ruda i Skedevi som från slutet av 1830-talet var hans hem och centralgård i hans gårdsimperium. I sin samtid gick han under benämningen "Kyrkorådet Eric Ericsson i Ruda" eftersom han var en central person i socknens kyrkoråd bland annat efter att ha skänkt den pampiga altartavlan "Nattvarden" målad av konstnären Gustaf Adolf Engman till kyrkan 1844. Under den period då Engman på Ericssons uppdrag målade denna altartavla avporträtterade han även Ericsson själv. 
Från Ericsson härstammar den så kallade ”Rudasläkten”  och inte mindre än tre olika grenar av denna släkt har tagit sitt släktnamn från just gårdsnamnet Ruda – släkterna Rudner, Rudblad och Rudberg. Några kända personer från den sistnämnda släktgrenen är marinöverläkaren Karl Rudberg, fysikprofessorn Erik Rudberg, prosten Erik Rudberg och konstnären Gustav Rudberg. Bland ättlingar till Ericsson finns även överste Ernst Ericsson och konsul Hjalmar Wicander vilka båda var centrala personer i Skedevi församling under 1900-talet. Andra ättlingar till Rudakungen är kontraktsprosten och riksdagsmannen Lorents Petersson och hans syster Hilma Ingeborg Petersson som var gift med ärkebiskop Johan August Ekman. Nutida kända ättlingar i rakt nedstigande led är Ann Helena Rudberg journalist och författare och hennes far journalist Ingvar Rudberg.